# Kantatie 76
Pour les articles homonymes, voir Route 76.
La route principale 76 (en finnois : Kantatie 76 est une route principale allant de Sotkamo à Kuhmo en Finlande.

## Description
La route principale 76 est la route principale de Kainuu, qui mène de Sotkamo à la jonction de la route nationale 6 jusqu'au centre de Kuhmo.
La route fait environ 75 kilomètres de long.

## Parcours
La route parcourt les municipalités suivantes :
- Sotkamo
- Vuokatti
- Kuhmo